# 南翔寺砖塔
南翔寺砖塔，又名五代双塔，位于上海市嘉定区南翔镇香花桥北堍的街道两侧，是两座七级八面的仿木砖塔。这两座塔始建年代不详，仅能从建筑风格推断为五代至北宋时所建，因这两座塔位于原南翔寺山门外而得名。后寺庙被焚毁，砖塔得以幸存。1962年和1980年，南翔寺砖塔先后两次被列为上海市文物保护单位。1983年至1988年，两座塔得以维修，并恢复原貌。

## 历史
南翔寺砖塔原建于南翔寺的山门之外，且通体砖砌，故而得名。这两座塔的的始建年代不详，仅能从其建筑特征大概推断建于五代至北宋时期，故又名“五代双塔”。该寺于乾隆三十一年（1766年）被焚毁，而这两座砖塔得以留存。
中华人民共和国成立时，两座砖塔因年久失修而严重风化，包括塔刹、腰檐、斗拱等塔身外部构件所剩无几，仅存的塔身被周边民居当做承重结构。1962年和1980年，南翔寺砖塔先后两次被公布为上海市文物保护单位。1982年，上海市文物管理委员会与嘉定县人民政府组织有关专家研究维修方法。相关的维修工程于1983年启动，周边居民被动迁。随后在施工中，维修人员在两座塔周围的地面上发现了大量的栏板、斗拱、瓦当等原属于这两座塔的构件。这次维修确认了建成该塔的砖构件共有36种。1988年工程结束，耗资30万元人民币。修缮完毕的两座塔并未搬离原位，但它们的底部低于周围地面一米有余，塔基所处平面与地面有石阶相连，周围围有石栏杆。2014年，南翔寺山门遗址及古井被归并入南翔寺砖塔中。:124-127:25-28

## 结构
南翔寺砖塔位于上海市嘉定区南翔镇香花桥北堍，两座砖塔隔街相望，东西对峙。两座砖塔体例相同，均为七级八面的砖砌仿木制塔，通高11米，底部为高2米的塔基，塔基上方为塔身，底层塔身的直径为1.86米，整座塔由下往上略有收分。每层四面开门，另四面开直棂窗，门窗方向逐层转换。每层塔身均开有佛龛。相邻两层之间均有腰檐，腰檐上方建有平座，平座外围有围栏。塔顶为攒尖顶，顶部建有塔刹。:124